# Укротители драконов (фильм)
«Укротители драконов» (кит. трад. 女子跆拳群英會, упр. 女子跆拳群英会, палл. Нюй цзы тай цюань цюнь ин хуэй, англ. The Dragon Tamers) — гонконгский драматический боевик режиссёра и сценариста Джона Ву. Премьерный выпуск фильма состоялся в кинопрокате Южной Кореи 28 июня 1974 года, а в гонконгский кинопрокат картина попала 15 марта 1975 года.

## Сюжет
Фань Цзунцзе, молодой китайский эксперт по кунг-фу, приезжает в Корею ради дружеского поединка с уважаемым мастером тхэквондо, Шэнь Жунчжэном. По пути Чжунцзе встречает тренера тхэквондо Нань Гуна, они становятся друзьями. Нань Гун — ученик Жунчжэна; ему нравится дочь учителя, Минмэй. Другая ученица, Цзиньди влюблена в Нань Гуна и из-за этого ревнует.
Мастер Янь Мао, с которым столкнулся Цзунцзе, вызывает на бой другого мастера тхэквондо, Бай Му. Мао проигрывает Бай Му. Цзунцзе просит Бай Му обучать его тхэквондо для поединка с Жунчжэном. Шэнь соглашается на поединок. В итоге Цзунцзе одерживает победу. Шэнь Жунчжэн признаёт поражение и выражает своё уважение сопернику. Когда Цзунцзе начинает тренировать Минмэй, оба влюбляются друг в друга, от чего Нань Гун не в восторге.
Тем временем другие городские школы боевых искусств становятся мишенью для захвата: Мао и его младший брат Гу приходят в эти школы и предоставляют им выбор — либо они объединяются с их школой, либо братья применят силу. Чтобы подтвердить свои намерения, они нанимают сумасшедшего бойца и Байфэн, женщину-чемпиона из-за рубежа. Когда Фань Цзунцзе и Нань Гун узнают о планах шайки, а Бай Му становится калекой, они решают отодвинуть свои разногласия в сторону и разобраться с бандой.

## В ролях
| Актёр        | Роль         |
| ------------ | ------------ |
| Картер Вон   | Фань Цзунцзе |
| Джеймс Тянь  | Нань Гун     |
| Ким Чхан Сук | Шэнь Минмэй  |
| Чи Хан Джэ   | Шэнь Жунчжэн |
| Ли Дэ Ёп     | Бай Му       |
| У Ён Джон    | Цзиньди      |
| Ян Ви        | Янь Гу       |
| Ким Ги Джу   | Янь Мао      |

## Съёмочная группа
- Компания: Golden Harvest
- Продюсер: Рэймонд Чоу
- Режиссёр и сценарист: Джон Ву
- Ассистент режиссёра: Шэнь Вэйцзюнь
- Постановка боевых сцен: Чань Чхюнь
- Художник-постановщик: Ли Шоусянь
- Монтаж: Питер Чён, Ким Чхан Сун
- Дизайнер по костюмам: Чю Синхэй
- Оператор: Ли Сон Чхун
- Композитор: Джозеф Ку